# Ingram van de Haspengouw
Ingram van de Haspengouw (geboren circa 745) was een Frankische edelman en schoonvader van Lodewijk de Vrome. Hij was graaf van de Haspengouw en zou later ook graaf van Parijs zijn geweest.
Ingram (ook: Ingelram) was getrouwd met Rotrud. Behalve hun dochter Irmgard die in 794 trouwde met Lodewijk de Vrome, zijn er verder geen kinderen van hen bekend.
Van zijn vader is alleen bekend dat hij een broer was van bisschop Chrodegang van Metz. Daardoor zijn Sigramnus en Landrada zijn grootouders. Verwantschap met de Robertijnen wordt vermoed maar is niet aangetoond.